# Cemiplimab
Il cemiplimab è un anticorpo monoclonale che si lega alla proteina 1 della morte cellulare programmata (PD1, ossia il cluster di differenziazione CD279); è impiegato come farmaco antitumorale in alcuni tipi di neoplasie.

## Meccanismo di azione
Si tratta di un anticorpo interamente umano di tipo G4 (è, cioè, un'immunoglobulina IgG4) che si lega al recettore 1 dell'apoptosi (PD-1) e impedisce che questo interagisca con i suoi ligandi PD-L1 e PD-L2. L'anticorpo potenzia la risposta dei linfociti T, compresi i processi antitumorali innescati e promossi da queste cellule. Il cemiplimab è dunque considerabile un inibitore del punto di controllo PD-1.

## Indicazioni terapeutiche
Il cemiplimab è indicato come monoterapia nei pazienti adulti affetti da carcinoma cutaneo spinocellulare, metastatico o localmente avanzato, che non sono eleggibili a interventi chirurgici di resezione del tumore, né a cicli di radioterapia. Il cemiplimab si è rivelato efficace anche nella terapia neoadiuvante (ossia preferibile al trattamento solitamente effettuato, in questo caso la resezione chirurgica).
Nel carcinoma polmonare a grandi cellule che esprime il ligando di PD-1, PD-L1 (CD274), l'anticorpo si è rivelato più efficace nel mantenimento dello stato di remissione clinica della neoplasia, se comparato ai farmaci chemioterapici; sembra inoltre essere ben tollerato dai pazienti, a differenza di altri anticorpi monoclonali che agiscono sulla proteina PD-1.

## Aspetti legali
Il cemiplimab è commercializzato dalla Sanofi con il nome di Libtayo; la casa farmaceutica ha ottenuto nel settembre 2018 l'autorizzazione a immettere sul mercato l'anticorpo per il trattamento del carcinoma spinocellulare. Un'analoga autorizzazione viene ottenuta dall'Unione Europea nel luglio 2019 come opzione terapeutica per il carcinoma spinocellulare metastatizzato, o localmente avanzato, in pazienti non candidati all'intervento chirurgico di resezione o alla radioterapia a scopo curativo.
Si stanno conducendo studi clinici volti a valutare il grado di efficacia dell'anticorpo anche in altre patologie, quali il mieloma multiplo (in combinazione con un altro anticorpo monoclonale, l'isatuximab) e il carcinoma del polmone (come monoterapia, oppure in associazione con l'ipilimumab).